# Bremge bei Ennest

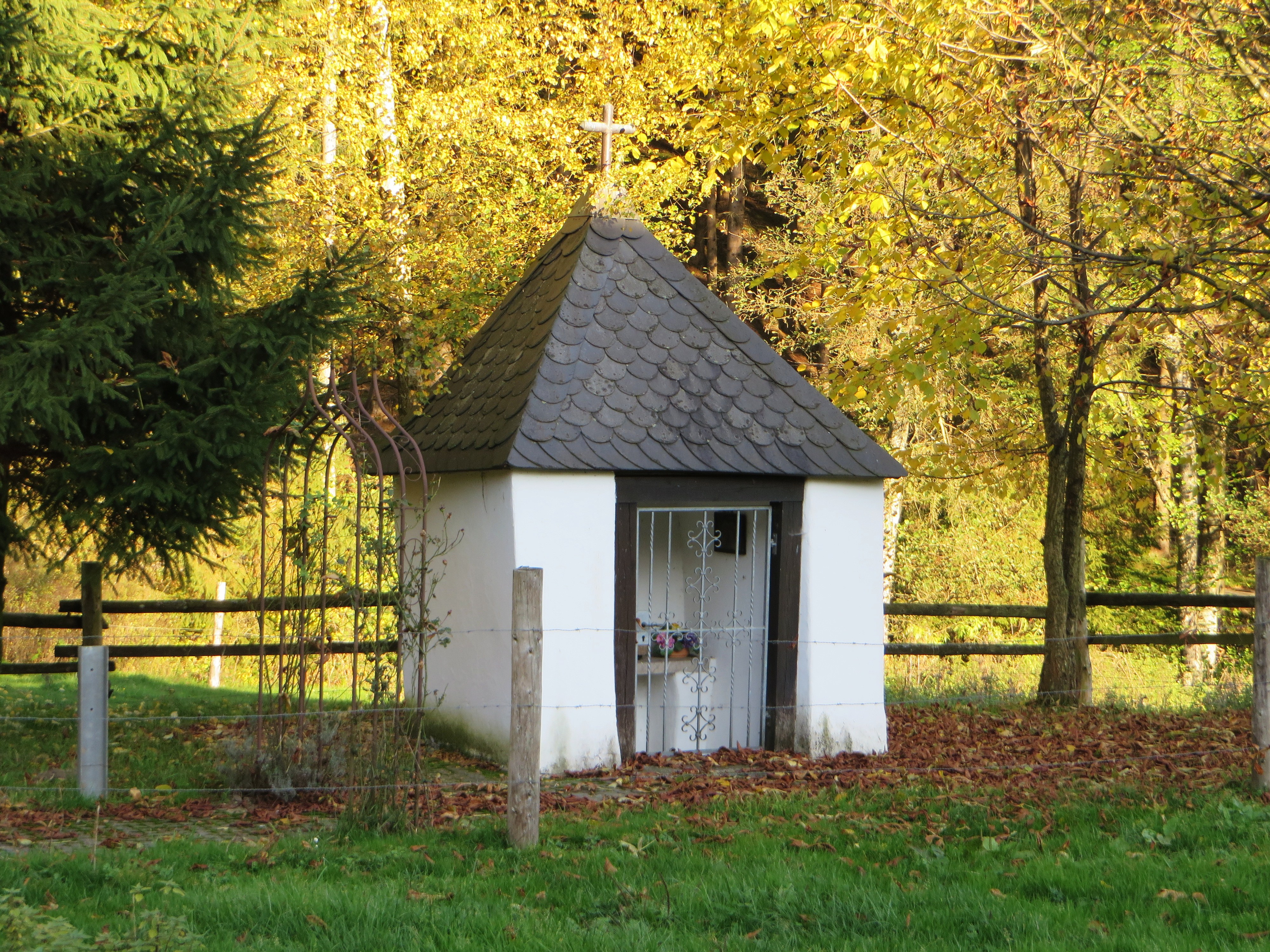
Hofkapelle Heuel in Unterbremge

Bremge bei Ennest ist ein Wohnplatz der Stadt Attendorn im Kreis Olpe (Nordrhein-Westfalen) und hat 6 Einwohner (Stand 30. Juni 2024).

## Geografie
Der Wohnplatz Bremge besteht aus den beiden Höfen Unterbremge und Oberbremge und liegt nördlich des Kernortes Attendorn, zwischen Rauterkusen im Norden,  Mühlhardt im Süden und Ennest im Osten. Der Bremgebach fließt durch Unterbremge.

## Geschichte
Bremge wurde urkundlich erstmals 1320 als Bremeke erwähnt. Um die Mitte des 15. Jahrhunderts gehörte das Gut Dietrich von Bonslade gen. Grube in Attendorn. In einer Urkunde des Klosters Ewig wurde 1470 ein Heneke van Bredenbeke als Verkäufer genannt. 1491 wohnte auf Bremge ein gewisser Rauleff. Der Ortsname bildet sich aus dem Grundwort -bēke (Bach) und dem Bestimmungswort brēd (breit, ausgedehnt) und kann demnach als (Siedlung) am breiten Bach gedeutet werden.
Politisch gehörte Bremge ehemals zum Amt Waldenburg und im Gogericht und Kirchspiel Attendorn zur Bauerschaft Ennest, der außer Ennest auch Rauterkusen angehörte. Im Schatzungsregister von 1543 wird ein Herman zu Bremick mit einer Abgabe von 1 Ort (¼ Goldgulden) genannt. Im Register von 1565 wurde Herman zu Bremicke mit 1 Goldgulden besteuert. Bremge wurde vor der Teilung im Jahre 1898 auch Oberbremge genannt, im Gegensatz zum südöstlich gelegenen Plaßmannshof (Mühlhardt), der damals Niederbremge genannt wurde.
Im 17. Jahrhundert gehörte die Hälfte des Gutes laut Rentenbuch der Attendorner Vikarie St. Francisci et Clarae, zu einem Viertel Stephan Gertmann und zu einem Viertel Joseph Ferdinand Gertmann. Bewirtschaftet wurde es nacheinander von Johann Köhn, Thomas von Bremge, Bernhard Schulte und bis 1664 von Johann von Bremge, genannt Harmauer. Als dieser fortzog, wurde Bernhard Brinker Pächter. Im Jahre 1689 übernahm dessen Sohn Johann den Hof. Johanns Enkelsohn Theodor Brinker musste damals an Pacht zahlen: 6 Malter Hartkorn, halb Roggen, halb Gerste, 12 Malter Hafer, zwei magere Schweine, 8 Hühner, 6 Tage Hofdienst mit 4 Pferden, 2 Rinder im Winter und Sommer zu füttern. Die Familie Brinker besaß den Hof noch bis Anfang des 19. Jahrhunderts. Das Gutshaus wurde nach der Inschrift über der Deelentür 1810 von Johann Brinker und seiner Frau Maria Theresia geb. Selter erbaut. Die einzige Tochter Maria Elisabeth heiratete im Jahre 1815 Ferdinand Heuel (1784–1863) aus Imminghausen, seitdem ist der Hof in Besitz der Familie Heuel.
Im Jahre 1898 wurde der Grundbesitz unter den Brüdern Hubert und Emil Heuel geteilt. Den größeren Teil mit dem alten Gutshaus, nun Unterbremge genannt, bekam Hubert, während Emil auf dem ihm zufallenden Grund und Boden oberhalb des Bremger Tales ein neues Gutshaus erbaute, das dann Oberbremge genannt wurde.
Das Adressbuch von 1929 führt in Bremge die Namen „Hesse (5 Personen), Heuel (6) und Klein“ und das Adressbuch von 1956 die Namen „Buschmann, Friedrich, Heuel (4) und Koch“ auf.
Ab 1819 gehörte Bremge im Amt Attendorn zur Gemeinde Attendorn-Land, bis die Landgemeinde 1969 in die Stadt Attendorn eingegliedert wurde.
Die Hofkapelle Heuel in Unterbremge ist ein Attendorner Baudenkmal.